# Rebii Erkal
Rebii Erkal (* 10. Februar 1911 in Istanbul; † 25. November 1985 ebenda) war ein türkischer Fußballspieler und -trainer. Aufgrund seiner Tätigkeit für Galatasaray Istanbul und Fenerbahçe Istanbul wird er mit diesen Vereinen assoziiert. Er war 1951 für etwa fünf Monate als Trainer der türkischen Nationalmannschaft tätig.

## Spielerkarriere

### Verein
Erkal begann mit dem Fußballspielen in der Jugend von Galatasaray Istanbul und wurde 1928 in die Profimannschaft aufgenommen. Dieser Verein wurde zwei Jahrzehnte zuvor von Schülern des Gymnasiums begründet und hatte immer noch eine feste Zugehörigkeit zu dem Gymnasium. Nachdem er sieben Spielzeiten für die Rot-Gelben aktiv gewesen war, kam es innerhalb der Mannschaft zu einer heftigen Kontroverse. Als Folge trennten sich unter der Führung von Ulvi Yenal und Yusuf Ziya Öniş mehrere Spieler und Funktionäre von der Mannschaft und gründeten den Verein Güneş SK. Zu den Spielern, die Galatasaray verließen und zu Güneş wechselten, gehörte auch Erkal. Ab dem Sommer 1938 spielte man in der İstanbul Futbol Ligi (deutsch: Istanbuler Fußballliga), derselben Liga wie Galatasaray. In der Spielzeit 1937/38 erreichte er mit dieser Mannschaft die Meisterschaft der Liga.
Als Güneş nach drei Jahren wieder aufgelöst wurde und die meisten Spieler zu Galatasaray zurückkehrten, wechselte Erkal zum Stadtrivalen Fenerbahçe Istanbul. Hier spielte er fünf Spielzeiten lang, in denen er mit seiner Mannschaft zweimal Meister der Millî Küme wurde. Zum Sommer 1944 beendete er seine aktive Profifußballspielerlaufbahn.

### Nationalmannschaft
Erkal wurde 1931 vom damaligen Nationaltrainer Béla Tóth das erste Mal in den Kader der türkischen Nationalmannschaft berufen und spielte in zwei Balkan-Cup-Begegnungen mit.
1936 wurde Erkal im Rahmen der Olympischen Sommerspiele 1936 in den Kader der Türkischen Nationalmannschaft nominiert. Im Rahmen eines Testspiels für dieses Turnier trug er das dritte Mal den Nationaldress. Während des Turniers war er im einzigen Spiel seines Teams aktiv und schied mit seinem Team bereits im Achtelfinale aus dem Turnier aus. Nach den Olympischen Sommerspielen spielte er 1937 ein weiteres und letztes Mal für die Nationalelf.

## Trainerkarriere
Nach seiner Fußballspielerkarriere begann er als Fußballtrainer zu arbeiten. Als erste Tätigkeit übernahm er im Anschluss an seine Fußballspielerlaufbahn den Istanbuler Verein Vefa SK. Darüber hinaus trainierte er seine gesamte Trainerlaufbahn mit Adalet SK, Beyoğluspor und Kasımpaşa Istanbul ausschließlich Istanbuler Vereine.
Am 17. Juni 1951 übernahm er die türkische Nationalmannschaft und betreute diese bis zum 21. November 1951. Er war insgesamt in drei Länderspielen als Nationalcoach tätig und erreichte dabei mit seiner Mannschaft zwei Siege und eine Niederlage.

## Erfolge

### Als Spieler
- Mit Güneş SK
  - Millî Küme: 1938

- Mit Beşiktaş Istanbul
  - Millî Küme: 1940, 1943

- Mit der Türkischen Nationalmannschaft:
  - Teilnahme an den Olympischen Sommerspielen 1936

### Als Trainer
- Vefa Istanbul:
  - Meister der TFF 1. Lig: 1964/65
  - Aufstieg in die Süper Lig: 1964/65